# Бел-Камен
Бел-Камен (болг. Бел камен) — село в Благоевградской области Болгарии. Входит в состав общины Якоруда. Находится примерно в 41 км к югу от центра города Якоруда и примерно в 67 км к юго-востоку от центра города Благоевград. По данным переписи населения 2011 года, в селе  проживало 563 человека.

## Население
| Год     | 1956 | 1965 | 1975 | 1985 | 1992 | 2001 | 2011 |
| ------- | ---- | ---- | ---- | ---- | ---- | ---- | ---- |
| Жителей | 561  | 677  | 735  | 610  | 598  | 608  | 563  |

| Национальность | Человек | Процент |
| -------------- | ------- | ------- |
| болгары        | 70      | 12,92%  |
| турки          | 331     | 61,07%  |
| другие         | 125     | 23,06%  |
| Всего ответов  | 542     |         |

|  |